# (35870) 1999 JQ69
1999 JQ69 (asteroide 35870) é um asteroide da cintura principal. Possui uma excentricidade de 0.02823290 e uma inclinação de 4.09562º.
Este asteroide foi descoberto no dia 12 de maio de 1999 por LINEAR em Socorro.